# Saiguède
Saiguède är en kommun i departementet Haute-Garonne i regionen Occitanien i södra Frankrike. Kommunen ligger i kantonen Saint-Lys som tillhör arrondissementet Muret. År 2022 hade Saiguède 798 invånare.

## Befolkningsutveckling
Antalet invånare i kommunen Saiguède
Referens:INSEE